# جونیوی
جٌونیوی (به ژاپنی: 上匂 ジョウニオイ Jounyoi) نام علمی بر اساس کتاب ساکورای ژاپن
(Cerasus lannesiana 'Affinis' Miyoshi) نام یک نوع درخت ساکورای باغی است. لبهٔ گلبرگ‌های آن برش‌های کوچک و نامنظمی دارد. کاشت این درخت از دوره میجی و از پشته آراکاوا شروع شده‌است. در حال حاضر در باغ گیاه‌شناسی جنگل تاما در توکیو نمونه‌های از آن برای تحقیق وجود دارد. این نوع ساکورا همانند  سوروگاداینیوی بسیار پر عطر است. طول این درخت به ۵ متر می‌رسد و پس از آن رشد آن متوقف می‌شود.

## ویژگی گل
- تعداد گلبرگ: ۵–۱۰ عدد
- رنگ:سفید
- قطر گل: ۳٫۶ تا ۴٫۲ سانتیمتر
- زمان گل‌دهی:اواسط ماه آوریل
- محل نمونه: باغ گیاه‌شناسی جنگل تامادر توکیو